# Pachyphytum oviferum
Pachyphytum oviferum es una especie de planta planta suculenta nativa de San Luis Potosí, México. Pertenece a la familia Crassulaceae.

## Descripción

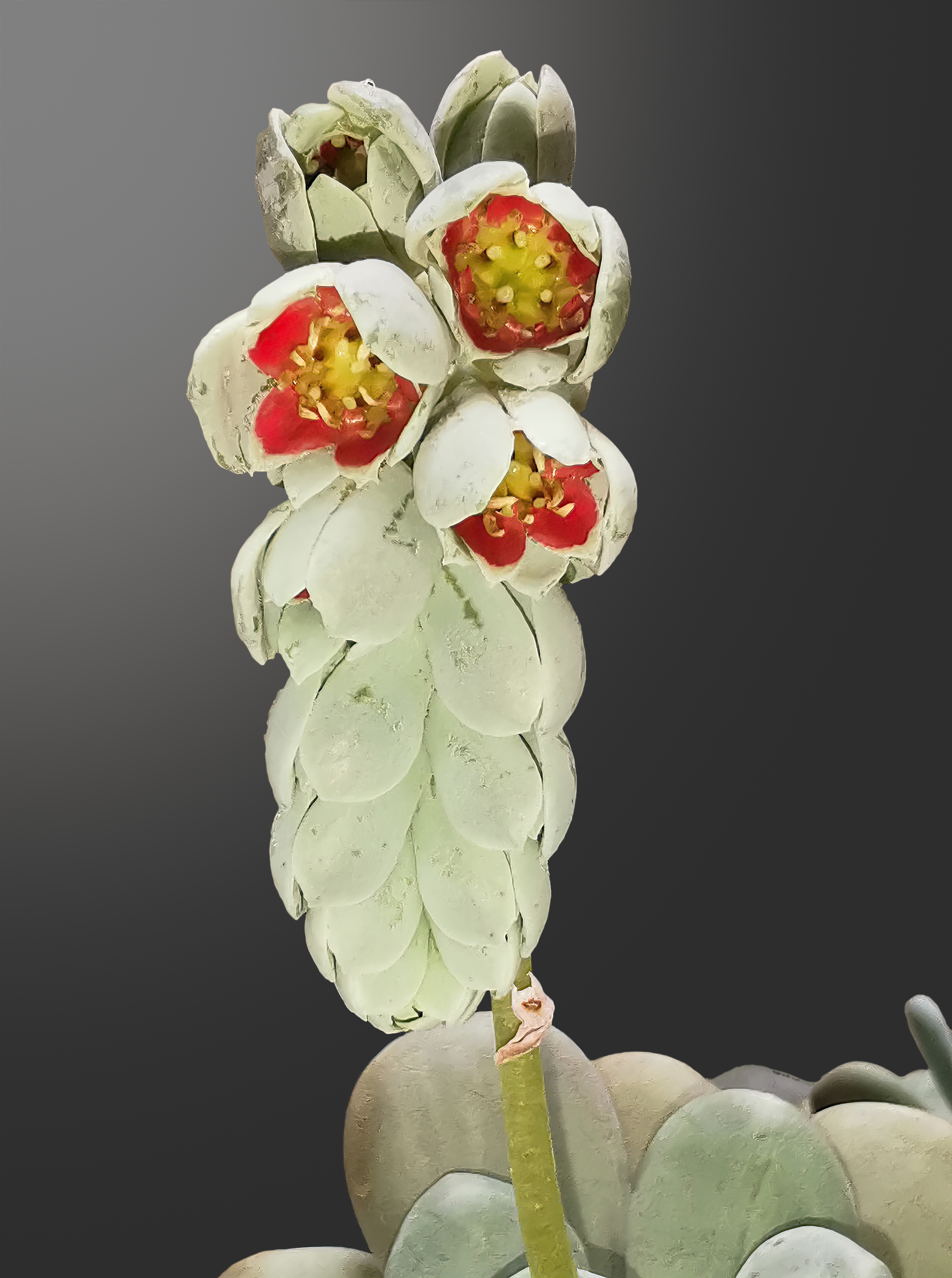
Flores

Las hojas son suculentas y en forma de huevo, lo que dio su nombre a la especie.
Los tallos (20 cm de largo, 1 cm de espesor) suben y luego caen con unas 15 hojas.  Estas hojas miden de 3 a 5 cm de largo, de 1,8 a 3 cm de ancho y de 8 a 17  mm de espesor.
Las hojas son de color verde azulado pálido a púrpura azulado, con el aspecto de un dulce de almendras azucaradas.
La inflorescencia consiste en un tallo de 30 cm con flores escarlatas en forma de campana.